# Lista de episódios de Mom
Lista de episódios da série de televisão Mom
| Temporada | Temporada | Episódios | Exibição Original      | Exibição Original   |
| Temporada | Temporada | Episódios | Estréia de Temporada   | Final de Temporada  |
| --------- | --------- | --------- | ---------------------- | ------------------- |
|           | 1         | 22        | 23 de Setembro de 2013 | 14 de Abril de 2014 |
|           | 2         | 22        | 30 de Outubro de 2014  | 30 de Abril de 2015 |
|           | 3         | 22        | 5 de Novembro de 2015  | 19 de Maio de 2016  |
|           | 4         | 22        | 27 de Outubro de 2016  | 11 de Maio de 2017  |
|           | 5         | 22        | 2 de Novembro de 2017  | 10 de Maio de 2018  |
|           | 6         | 22        | 27 de Setembro de 2018 | 9 de Maio de 2019   |
|           | 7         | 20        | 26 de Setembro de 2019 | 16 de Abril de 2020 |

## 1ª Temporada 2013 - 2014
- Elenco Principal:
- Anna Faris, Allison Janney e Sadie Calvano estão presentes em todos os episódios.
- Nate Corddry está ausente por seis episódios (05, 10, 14, 18, 21 e 22).
- Matt L. Jones está ausente por doze episódios (04, 06, 07, 09, 11, 12, 14, 16, 17, 19, 20 e 21).
- French Stewart está ausente por sete episódios (05, 10, 14, 15, 20, 21 e 22).
- Spencer Daniels está ausente por quatro episódios (05, 16, 17 e 19).
- Blake Garrett Rosenthal está ausente por dois episódios (17 e 20).
- Elenco Recorrente:
- Mimi Kennedy aparece em sete episódios (04, 06, 09, 11, 15, 19 e 22).
- Kevin Pollak aparece em cinco episódios (14, 15, 19, 21 e 22).
- Octavia Spencer aparece em quatro episódios (05, 09, 17 e 19).
- Justin Long aparece em três episódios (03, 06 e 08).

| Nº # | Nº # | Título                                              | Direção         | Escrito Por                                                                                                   | Exibição Original       |
| --- | ---- | --------------------------------------------------- | --------------- | --- | ----------------------- |
| 1 | 1    | "Pilot"                                             | Pamela Fryman   | Chuck Lorre, Eddie Gorodetsky & Gemma Baker                                                                   | 23 de setembro de 2013  |
| Depois de fazer uma série de más escolhas, Christy tenta obter uma vida melhor, mas considera que é um desafio quando sua mãe, Bonnie, volta para sua vida. |      |                                                     |                 | |                         |
| 2 | 2    | "A Pee Stick and an Asian Raccoon"                  | Gary Halvorson  | História: Nick Bakay & Gemma Baker Roteiro: Chuck Lorre & Eddie Gorodetsky                                    | 30 de setembro de 2013  |
| Christy e Bonnie deixam de lado suas diferenças para lidar com uma crise familiar: Violet está grávida. |      |                                                     |                 | |                         |
| 3 | 3    | "A Small Nervous Breakdown and a Misplaced Fork"    | Gary Halvorson  | História: Chuck Lorre & Eddie Gorodetsky Roteiro: Nick Bakay & Gemma Baker                                    | 7 de outubro de 2013    |
| Christy vai em seu primeiro encontro desde que ela parou de beber com um rapaz chamado Adam (Justin Long). Enquanto isso, Bonnie ensina Roscoe a jogar. |      |                                                     |                 | |                         |
| 4 | 4    | "Loathing and Tube Socks"                           | Jeff Greenstein | História: Chuck Lorre & Eddie Gorodetsky Roteiro: Chuck Lorre & Nick Bakay                                    | 14 de outubro de 2013   |
| A paciência de Christy é testada por todos que ela conhece. Enquanto isso, Bonnie encontra por acaso sua antiga rival, Marjorie (Mimi Kennedy), no AA, que por acaso se torna amiga de Christy. |      |                                                     |                 | |                         |
| 5 | 5    | "Six Thousand Bootleg T-Shirts and a Prada Handbag" | James Widdoes   | História: Chuck Lorre & Nick Bakay Roteiro: Eddie Gorodetsky & Gemma Baker                                    | 21 de outubro de 2013   |
| Christy faz uma nova amiga, Regina (Octavia Spencer), que tem grandes problemas. Enquanto isso, Bonnie tenta colocar outra pessoa de necessidades à frente de si mesma. |      |                                                     |                 | |                         |
| 6 | 6    | "Abstinence and Pudding"                            | Jeff Greenstein | História: Nick Bakay & Gemma Baker Roteiro: Chuck Lorre & Eddie Gorodetsky                                    | 28 de outubro de 2013   |
| Christy está determinada a ir devagar no seu relacionamento com Adam. Enquanto isso, Bonnie e Marjorie, discordam sobre os meios de “ir devagar”. |      |                                                     |                 | |                         |
| 7 | 7    | "Estrogen and a Hearty Breakfast"                   | James Widdoes   | História: Eddie Gorodetsky & Gemma Baker Roteiro: Chuck Lorre, Nick Bakay & Alissa Neubauer                   | 4 de novembro de 2013   |
| Christy fica contra os pais conservadores de Luke, que estão chateados com a gravidez de Violet. Enquanto isso, Bonnie está determinada a não deixar a menopausa obter o melhor de si mesma. Nota: Por este episódio Allison Janney ganhou o Primetime Emmy Awards de Melhor Atriz Coadjuvante numa Série de Comédia. |      |                                                     |                 | |                         |
| 8 | 8    | "Big Sur and Strawberry Lube"                       | Jeff Greenstein | História: Chuck Lorre, Eddie Gorodetsky & Alissa Neubauer Roteiro: Nick Bakay, Gemma Baker & Christine Zander | 11 de novembro de 2013  |
| Christy está nervosa sobre ir em um fim de semana romântico com Adam. Enquanto isso, a esposa de Gabriel suspeita que ele está a traindo e procura o conforto de Christy. |      |                                                     |                 | |                         |
| 9 | 9    | "Zombies and Cobb Salad"                            | Betsy Thomas    | História: Nick Bakay, Christine Zander & Alissa Neubauer Roteiro: Chuck Lorre, Eddie Gorodetsky & Gemma Baker | 18 de novembro de 2013  |
| Quando Bonnie perde o emprego e se esforça para manter a sua vida juntas, Christy tenta levá-la de volta aos trilhos com a ajuda de Marjorie e Regina. |      |                                                     |                 | |                         |
| 10 | 10   | "Belgian Waffles and Bathroom Privileges"           | Jeff Greenstein | História: Chuck Lorre, Christine Zander & Alissa Neubauer Roteiro: Eddie Gorodetsky, Nick Bakay & Gemma Baker | 25 de novembro de 2013  |
| Christy tem dificuldade em aceitar como a vida é muito mais fácil com Bonnie em sua casa. Enquanto isso, Baxter define um acampamento na calçada com sua van. |      |                                                     |                 | |                         |
| 11 | 11   | "Cotton Candy and Blended Fish"                     | Jeff Greenstein | História: Chuck Lorre, Gemma Baker & Alissa Neubauer Roteiro: Eddie Gorodetsky & Nick Bakay                   | 2 de dezembro de 2013   |
| Christy e Bonnie vão acima e além para ajudar Marjorie que está com câncer de mama. Enquanto isso, Violet está frustrada com as realidades da gravidez. |      |                                                     |                 | |                         |
| 12 | 12   | "Corned Beef and Handcuffs"                         | Jon Cryer       | História: Eddie Gorodetsky, Gemma Baker & Christine Zander Roteiro: Chuck Lorre, Nick Bakay & Alissa Neubauer | 16 de dezembro de 2013  |
| Christy fica presa no meio da situação quando Bonnie e Chef Rudy começam a namorar. |      |                                                     |                 | |                         |
| 13 | 13   | "Hot Soup and Shingles"                             | Anthony Rich    | História: Chuck Lorre & Hayley Mortison Roteiro: Eddie Gorodetsky & Nick Bakay                                | 13 de janeiro de 2014   |
| Quando Christy se machuca, ela se recusa a admitir que precisa da ajuda de Bonnie. Enquanto isso, Luke pede para Baxter conselhos sobre ser pai. |      |                                                     |                 | |                         |
| 14 | 14   | "Leather Cribs and Medieval Rack"                   | Ted Wass        | História: Eddie Gorodetsky, Alissa Neubauer & Sheldon Bull Roteiro: Chuck Lorre, Nick Bakay & Gemma Baker     | 20 de janeiro de 2014   |
| Christy e Bonnie tiram a limpo os segredos que tinham escondido de uma da outra. Enquanto isso, Violet e Lucas descobrem que têm ideias diferentes sobre a paternidade. |      |                                                     |                 | |                         |
| 15 | 15   | "Fireballs and Bullet Holes"                        | Ted Wass        | História: Chuck Lorre & Nick Bakay Roteiro: Eddie Gorodetsky, Alissa Neubauer & Marco Pennette                | 27 de janeiro de 2014   |
| Christy tenta iniciar um relacionamento com seu pai, Alvin (Kevin Pollak), enquanto Bonnie se esforça para aceitar que Christy queira ele em sua vida. |      |                                                     |                 | |                         |
| 16 | 16   | "Nietzsche and a Beer Run"                          | Ted Wass        | História: Chuck Lorre Roteiro: Eddie Gorodetsky, Nick Bakay & Gemma Baker                                     | 3 de fevereiro de 2014  |
| Christy é tentada por seus velhos vícios quando ela namora, David (Nick Zano), um homem atrativo e farrista. Enquanto isso, Bonnie decide ser uma conselheira de vida. |      |                                                     |                 | |                         |
| 17 | 17   | "Jail, Jail and Japanese Porn"                      | James Widdoes   | História: Chuck Lorre & Eddie Gorodetsky Roteiro: Nick Bakay, Alissa Neubauer & Marco Pennette                | 24 de fevereiro de 2014 |
| Quando Christy coloca seu novo relacionamento à frente de amigos e familiares, Bonnie tem que assumir seu lugar. |      |                                                     |                 | |                         |
| 18 | 18   | "Sonograms and Tube Tops"                           | Jeff Greenstein | História: Nick Bakay, Gemma Baker & Sheldon Bull Roteiro: Chuck Lorre, Eddie Gorodetsky & Marco Pennette      | 3 de março de 2014      |
| Christy planeja um chá de bebê para Violet, que está nervosa sobre como se tornar uma mãe. Enquanto isso, Bonnie consegue um novo cliente no seu projeto de conselheira de vida. |      |                                                     |                 | |                         |
| 19 | 19   | "Toilet Wine and the Earl of Sandwich"              | Jeff Greenstein | História: Chuck Lorre Roteiro: Gemma Baker & Alissa Neubauer                                                  | 17 de março de 2014     |
| Christy, Bonnie e Marjorie ajudam Regina a segurar as pontas sobre a maneira de ficar na prisão. Enquanto isso, Alvin passa o dia conhecendo seus netos. |      |                                                     |                 | |                         |
| 20 | 20   | "Clumsy Monkeys and a Tilted Uterus"                | Jeff Greenstein | História: Chuck Lorre & Gemma Baker Roteiro: Alissa Neubauer & Marco Pennette                                 | 24 de março de 2014     |
| Christy e Bonnie tentam se certificar de que tudo corra bem quando Violet encontra o par perfeito para adotar seu bebê. |      |                                                     |                 | |                         |
| 21 | 21   | "Broken Dreams and Blocked Arteries"                | James Widdoes   | História: Nick Bakay & Marco Pennette Roteiro: Chuck Lorre & Eddie Gorodetsky                                 | 31 de março de 2014     |
| Christy é surpreendida quando as tensões aumentam entre Bonnie e Alvin. Enquanto isso, Violet grávida está apreensiva sobre ir para seu baile de formatura. |      |                                                     |                 | |                         |
| 22 | 22   | "Smokey Taylor and a Deathbed Confession"           | Jeff Greenstein | História: Gemma Baker & Marco Pennette Roteiro: Chuck Lorre & Alissa Neubauer                                 | 14 de abril de 2014     |
| Christy e Bonnie ajudam Violet no trabalho de parto. Enquanto isso, Christy está convencida de que Bonnie ainda tem sentimentos por Alvin. |      |                                                     |                 | |                         |

## 2ª Temporada 2014 - 2015
- Elenco Principal:
- Anna Faris e Allison Janney estão presentes em todos os episódios
- Sadie Calvano está ausente por cinco episódios (05, 15, 18, 19 e 20)
- Nate Corddry está ausente por dezesseis episódios (03, 04, 05, 06, 08, 09, 10, 11, 13, 16, 17, 18, 19, 20, 21 e 22)
- Matt L. Jones está ausente por treze episódios (01, 04, 06, 09, 10, 11, 12, 13, 14, 18, 19, 20 e 21)
- French Stewart está ausente por quinze episódios (03, 04, 05, 06, 08, 09, 10, 11, 13, 16, 17, 18, 19, 20 e 21)
- Mimi Kennedy está ausente por cinco episódios (08, 10, 13, 14 e 17)
- Blake Garrett Rosenthal está ausente por cinco episódios (09, 12, 16, 18 e 20)
- Elenco Recorrente:
- Kevin Pollak aparece em nove episódios (02, 03, 04, 05, 07, 09, 10, 11 e 12)
- Jaime Pressly aparece em nove episódios (01, 02, 06, 16, 18, 19, 20, 21 e 22)
- Beth Hall aparece em seis episódios (15, 18, 19, 20, 21 e 22)
- Octavia Spencer aparece em quatro episódios (16, 19, 21 e 22)
- Beverly D'Angelo aparece em três episódios (09, 11 e 12)
- Spencer Daniels aparece em dois episódios (02 e 08)
- Sara Rue aparece em dois episódios (05 e 16)
- Convidados(as) Especiais:
- Ed Asner aparece em um episodio (05)
- Colin Hanks aparece em um episódio (09)

| Nº # | Nº # | Título                                      | Direção         | Escrito Por | Exibição Original       |
| --- | ---- | ------------------------------------------- | --------------- | --- | ----------------------- |
| 23 | 1    | "Hepatitis and Lemon Zest"                  | Ted Wass        | História: Chuck Lorre & Eddie Gorodetsky Roteiro: Nick Bakay, Gemma Baker & Marco Pennette                                | 30 de outubro de 2014   |
| Bonnie fica furiosa quando pobres decisões financeiras de Christy ameaçam situação de vida da família. Enquanto isso, Christy se compromete a ajudar Jill (Jaime Pressly), uma mulher que acabou de entrar na sobriedade. |      |                                             |                 | |                         |
| 24 | 2    | "Figgy Pudding and the Rapture"             | Ted Wass        | História: Chuck Lorre & Susan McMartin Roteiro: Alissa Neubauer, Sheldon Bull & Adam Chase                                | 6 de novembro de 2014   |
| Christy se convence de que está tudo bem, apesar de sua família estar basicamente desabrigada. Surpreendentemente, Bonnie é quem tenta trazê-la de volta à realidade e todos vão morar na casa de Marjorie e seus gatos. |      |                                             |                 | |                         |
| 25 | 3    | "Chicken Nuggets and a Triple Homicide"     | Ted Wass        | História: Chuck Lorre & Mike Binder Roteiro: Eddie Gorodetsky, Alissa Neubauer & Adam Chase                               | 13 de novembro de 2014  |
| Christy e Bonnie encontram uma bela casa de campo com um desconto ridículo. Depois de evitar o problema, a corretora de imóveis finalmente admite que três pessoas e um cachorro foram assassinados na casa. Enquanto isso, Bonnie tenta trazer a paz entre Alvin e Christy. |      |                                             |                 | |                         |
| 26 | 4    | "Forged Resumes and the Recommended Dosage" | Ted Wass        | História: Chuck Lorre & Nick Bakay Roteiro: Gemma Baker, Sheldon Bull & Marco Pennette                                    | 20 de novembro de 2014  |
| Enquanto Christy tenta chegar ao fundo do comportamento errático de Violet. Ela lembra que a razão que ela desistiu de seu bebê foi para construir um futuro, mas Violet diz que ela não pode fazer isso enquanto não saber se seu bebê está seguro. Elas visitam os Taylors e Violet e vê que sua filha está sendo bem cuidada. Enquanto isso, Bonnie tenta sem sucesso mentir no seu currículo em vários empregos antes de finalmente conseguir um como gerente de construção, que também irá fornecer a família um apartamento grátis. |      |                                             |                 | |                         |
| 27 | 5    | "Kimchi and a Monkey Playing Harmonica"     | Ted Wass        | História: Chuck Lorre & Eddie Gorodetsky Roteiro: Susan McMartin, Sheldon Bull & Marco Pennette                           | 27 de novembro de 2014  |
| Christy tem sentimentos mistos sobre o novo relacionamento de Baxter com Candace (Sara Rue). Enquanto isso, as coisas entre Bonnie e Alvin começam a esquentar mas uma conversa com Marjorie convence Bonnie que ela deveria desacelerar as coisas. |      |                                             |                 | |                         |
| 28 | 6    | "Crazy Eyes and a Wet Brad Pitt"            | Ted Wass        | História: Gemma Baker, Alissa Neubauer, & Adam Chase Roteiro: Chuck Lorre & Nick Bakay                                    | 4 de dezembro de 2014   |
| Christy e Bonnie estão no colo do luxo quando a afilhada rica do AA de Christy, Jill, pede-lhes para lhe fazer companhia em sua casa pródiga em sua primeira noite fora da reabilitação, mas logo descobrem que as recaídas freqüentes de Jill pode ser demais para elas lidarem. |      |                                             |                 | |                         |
| 29 | 7    | "Soapy Eyes and a Clean Slate"              | Ted Wass        | História: Chuck Lorre & Alissa Neubauer Roteiro: Gemma Baker, Marco Pennette, & Adam Chase                                | 11 de dezembro de 2014  |
| Na sequência de um encontro desconfortável com uma antiga colega, Christy está em uma jornada para corrigir os erros do seu passado, mas ela tem um ponto cego quando se trata de Baxter. Seguindo o exemplo de Christy, Bonnie decide tirar a limpo com Alvin sobre as coisas terríveis que ela fez com ele ao longo dos anos. |      |                                             |                 | |                         |
| 30 | 8    | "Free Therapy and a Dead Lady's Yard Sale"  | Ted Wass        | História: Chuck Lorre & Susan McMartin Roteiro: Gemma Baker, Marco Pennette, & Adam Chase                                 | 18 de dezembro de 2014  |
| Quando Bonnie e Christy pegam Violet traindo Luke, elas a levam para visitar um terapeuta, mas um segredo de família doloroso sai quando elas são convidadas a participar da sessão de terapia de Violet. |      |                                             |                 | |                         |
| 31 | 9    | "Godzilla and a Sprig of Mint"              | Ted Wass        | História: Chuck Lorre & Nick Bakay Roteiro: Eddie Gorodetsky, Alissa Neubauer & Sheldon Bull                              | 8 de janeiro de 2015    |
| A noite solitária de Christy toma um rumo inesperado quando ela conhece seu atraente vizinho, Andy (Colin Hanks). Além disso, os planos românticos de Bonnie e Alvin são descarrilados pela ex-mulher de Alvin, Lorraine (Beverly D'Angelo). |      |                                             |                 | |                         |
| 32 | 10   | "Nudes and a Six Day Cleanse"               | Jeff Greenstein | História: Alissa Neubauer, Sheldon Bull, & Susan McMartin Roteiro: Marco Pennette, Adam Chase, & Gemma Baker              | 15 de janeiro de 2015   |
| Depois de perceber que ela foi uma garçonete mais tempo do que o planejado, Christy dá passos no sentido de uma nova carreira. Além disso, Bonnie e Alvin tentam recapturar sua juventude. |      |                                             |                 | |                         |
| 33 | 11   | "Three Smiles and an Unpainted Ceiling"     | Anthony Rich    | História: Chuck Lorre & Eddie Gorodetsky Roteiro: Chuck Lorre, Eddie Gorodetsky & Nick Bakay                              | 22 de janeiro de 2015   |
| Justo quando Alvin e Bonnie dão um grande passo em direção a uma relação de compromisso, com Alvin se mudando para o apartamento em frente ao pátio, a sua morte inesperada abala a família Plunkett. |      |                                             |                 | |                         |
| 34 | 12   | "Kitty Litter and a Class A Felony"         | Jeff Greenstein | História: Chuck Lorre, Eddie Gorodetsky & Marco Pennette Roteiro: Gemma Baker, Adam Chase & Susan McMartin                | 29 de janeiro de 2015   |
| Enquanto tenta lidar com sua própria dor após a morte de Alvin, Christy é forçada a realizar o controle de danos quando Bonnie começa a agir fora do normal e a rivalidade entre ela e Lorraine intensifica a graus ridículos. |      |                                             |                 | |                         |
| 35 | 13   | "Cheeseburger Salad and Jazz"               | Ted Wass        | História: Chuck Lorre & Eddie Gorodetsky Roteiro: Nick Bakay & Alissa Gorodetsky & Sheldon Bull                           | 5 de fevereiro de 2015  |
| Christy está preocupada com a forma que Bonnie está processando a morte de Alvin e tenta ajudar a ela com um profissional. |      |                                             |                 | |                         |
| 36 | 14   | "Benito Poppins and a Warm Pumpkin"         | Ted Wass        | História: Nick Bakay & Britté Anchor Roteiro: Chuck Lorre & Alissa Gorodetsky & Susan McMartin                            | 12 de fevereiro de 2015 |
| Quando Christy é promovida a gerente do restaurante, ela descobre que ser a chefe vem com seu próprio conjunto de problemas. Além disso, Bonnie tem um inimigo no edifício que quer ela demitida. |      |                                             |                 | |                         |
| 37 | 15   | "Turkey Meatballs and a Getaway Car"        | Ted Wass        | História: Eddie Gorodetsky & Marco Pennette & Susan McMartin Roteiro: Chuck Lorre & Nick Bakay & Gemma Baker & Adam Chase | 26 de fevereiro de 2015 |
| Christy descobre que ela gosta mais de sexo quando há um risco de ser pega. Enquanto isso, Bonnie leva seu novo papel como secretária da reunião das mulheres um pouco a sério demais. |      |                                             |                 | |                         |
| 38 | 16   | "Dirty Money and a Woman Named Mike"        | Ted Wass        | História: Chuck Lorre & Sheldon Bull Roteiro: Nick Bakay & Alissa Gorodetsky                                              | 5 de março de 2015      |
| Christy, Bonnie e Marjorie ficam chocadas quando descobrem como a prisão mudou Regina. |      |                                             |                 | |                         |
| 39 | 17   | "A Commemorative Coin and a Misshapen Head" | Anthony Rich    | História: Chuck Lorre & Susan McMartin Roteiro: Sheldon Bull & Adam Chase                                                 | 12 de março de 2015     |
| Christy e Bonnie se preocupam quando elas descobrem que o novo namorado de Violet é velho o suficiente para ser seu pai. |      |                                             |                 | |                         |
| 40 | 18   | "Dropped Soap and a Big Guy on a Throne"    | Anthony Rich    | História: Chuck Lorre & Gemma Baker Roteiro: Eddie Gorodetsky & Nick Bakay & Susan McMartin                               | 2 de abril de 2015      |
| Christy e Bonnie encaram a tentação quando é prescrita a Bonnie uma medicação para a dor de uma lesão nas costas. |      |                                             |                 | |                         |
| 41 | 19   | "Mashed Potatoes and a Little Nitrous"      | James Widdoes   | História: Chuck Lorre & Marco Pennette Roteiro: Gemma Baker & Sheldon Bull & Susan McMartin                               | 9 de abril de 2015      |
| Bonnie extremamente tenta manter um grande segredo de Christy. |      |                                             |                 | |                         |
| 42 | 20   | "Sick Popes and a Red Ferrari"              | James Widdoes   | História: Alissa Gorodetsky & Adam Chase Roteiro: Chuck Lorre & Eddie Gorodetsky & Nick Bakay                             | 16 de abril de 2015     |
| Após a recaída de Bonnie, as mulheres do AA a ajudam através da retirada de analgésicos, mas Christy não quer fazer parte disso. |      |                                             |                 | |                         |
| 43 | 21   | "Patient Zero and the Chocolate Fountain"   | James Widdoes   | História: Chuck Lorre & Eddie Gorodetsky & Nick Bakay & Marco Pennette Roteiro: Adam Chase & Gemma Baker & Susan McMartin | 23 de abril de 2015     |
| A relação conflituosa de Christy e Bonnie as torna hóspedes indesejáveis onde quer que elas vão. |      |                                             |                 | |                         |
| 44 | 22   | "Fun Girl Stuff and Eternal Salvation"      | James Widdoes   | História: Alissa Gorodetsky & Sheldon Bull Roteiro: Chuck Lorre & Warren Bell                                             | 23 de abril de 2015     |
| Christy culpa Bonnie quando Roscoe anuncia que quer ir morar com Baxter. |      |                                             |                 | |                         |

## 3ª Temporada 2015 - 2016
- Elenco Principal:
- Anna Faris e Allison Janney estão presentes em todos os episódios
- Sadie Calvano está ausente por dezessete episódios (01, 02, 03, 05, 06, 08, 09, 10, 11, 12, 13, 14, 15, 16, 17, 18 e 19)
- Matt L. Jones está ausente por dezesseis episódios (01, 03, 04, 07, 10, 11, 12, 13, 14, 16, 17, 18, 19, 20, 21 e 22)
- Blake Garrett Rosenthal está ausente por quinze episódios (03, 04, 07, 10, 11, 12, 13, 14, 16, 17, 18, 19, 20, 21 e 22)
- Mimi Kennedy está ausente por um episódio (08)
- Jaime Pressly e Beth Hall estão ausentes por dois episódios (04 e 08)
- Elenco Recorrente:
- Sara Rue aparece em cinco episódios (02, 05, 06, 08 e 09)
- William Fichtner aparece em quatro episódios (16, 17, 18 e 19)
- Emily Osment aparece em quatro episódios (02, 03, 07 e 12)
- Octavia Spencer aparece em um episódio (06)
- French Stewart aparece em um episódio (19)
- Convidados(as) Especiais:
- Ellen Burstyn aparece em um episodio (01)
- June Squibb aparece em um episodio (01)
- Judy Greer aparece em um episodio (03)
- Linda Lavin aparece em dois episódios (07 e 21)
- Harry Hamlin aparece em dois episódios (08 e 09)
- Rosie O'Donnell aparece em um episodio (10)
- Joe Manganiello aparece em um episodio (11)
- Rhea Perlman aparece em um episodio (12)

| Nº # | Nº # | Título                                        | Direção       | Escrito Por | Exibição Original       |
| --- | ---- | --------------------------------------------- | ------------- | --- | ----------------------- |
| 45 | 1    | "Terrorists and Gingerbread"                  | James Widdoes | História: Chuck Lorre & Marco Pennette Roteiro: Gemma Baker & Adam Chase & Anne Flett-Giordano                                   | 5 de novembro de 2015   |
| Christy e Bonnie têm idéias diferentes sobre o perdão quando a mãe de Bonnie, Shirley (Ellen Burstyn), que a abandonou quando criança, de repente quer fazer parte de suas vidas. |      |                                               |               | |                         |
| 46 | 2    | "Thigh Gap and a Rack of Lamb"                | James Widdoes | História: Chuck Lorre & Marco Pennette Roteiro: Gemma Baker & Adam Chase & Anne Flett-Giordano                                   | 12 de novembro de 2015  |
| Christy e Bonnie tentam ajudar Jodi (Emily Osment), uma adolescente viciada que elas conheceram na reunião do AA. |      |                                               |               | |                         |
| 47 | 3    | "Mozzarella Sticks and a Gay Piano Bar"       | James Widdoes | História: Chuck Lorre & Nick Bakay & Marco Pennette Roteiro: Gemma Baker & Sheldon Bull & Adam Chase                             | 19 de novembro de 2015  |
| Depois de Christy e Bonnie ajudar Jodi a se recuperar, elas encontram-se viciadas na adrenalina de ajudar os outros e assumem um novo "projeto", Michelle (Judy Greer). |      |                                               |               | |                         |
| 48 | 4    | "Sawdust and Brisket"                         | James Widdoes | História: Chuck Lorre & Nick Bakay Roteiro: Sheldon Bull & Susan McMartin & Sam Miller                                           | 26 de novembro de 2015  |
| Christy fica emocionada quando Violet diz que ela quer passar mais tempo juntas e melhorar seu relacionamento. Além disso, Bonnie tenta fazer as pazes com sua inimigo do edifício, Beverly (Amy Hill). |      |                                               |               | |                         |
| 49 | 5    | "A Pirate, Three Frogs and a Prince"          | James Widdoes | História: Chuck Lorre & Warren Bell Roteiro: Eddie Gorodetsky & Alissa Neubauer & Michael Borkow                                 | 10 de dezembro de 2015  |
| A conferência de pais e professores de Roscoe deixa Christy se sentir ameaçada pela namorada de Baxter, Candace. Além disso, Bonnie tenta trazer seu mojo de volta ao flertar com um alvo improvável. |      |                                               |               | |                         |
| 50 | 6    | "Horny-Goggles and a Catered Intervention"    | James Widdoes | História: Susan McMartin Roteiro: Chuck Lorre, Nick Bakay & Sheldon Bull                                                         | 17 de dezembro de 2015  |
| As mulheres do AA tentam ser solidárias quando Regina diz a elas que ela não acho que seja uma alcoólatra. Além disso, Wendy tenta convencer todas a participar de uma torneio de dança natalina sóbria. |      |                                               |               | |                         |
| 51 | 7    | "Kreplach and a Tiny Tush"                    | Anthony Rich  | História: Eddie Gorodetsky, Adam Chase & Warren Bell Roteiro: Chuck Lorre, Marco Pennette & Alissa Neubauer                      | 7 de janeiro de 2016    |
| Christy organiza um jantar em família para a geniosa futura sogra de Violet, Phyllis (Linda Lavin). Além disso, Bonnie hesita quando Steve (Don McManus) quer levar seu relacionamento para o próximo nível. |      |                                               |               | |                         |
| 52 | 8    | "Snickerdoodle and a Nip Slip"                | James Widdoes | História: Chuck Lorre & Warren Bell Roteiro: Eddie Gorodetsky & Alissa Neubauer                                                  | 14 de janeiro de 2016   |
| Quando Christy chama a atenção do rico e charmoso pai de Candace, Fred (Harry Hamlin), Candace e Baxter ficam indignados, enquanto Bonnie empurra Christy a lhe dar uma chance. |      |                                               |               | |                         |
| 53 | 9    | "My Little Pony and a Demerol Drip"           | James Widdoes | História: Chuck Lorre, Nick Bakay & Sheldon Bull Roteiro: Gemma Baker, Marco Pennette & Adam Chase                               | 21 de janeiro de 2016   |
| O florescente relacionamento de Christy com Fred fica mais e mais difícil para Candace. No entanto, Bonnie se diverte com as vantagens de Christy namorar um homem rico. |      |                                               |               | |                         |
| 54 | 10   | "Quaaludes and Crackerjack"                   | James Widdoes | História: Chuck Lorre, Sheldon Bull & Susan McMartin Roteiro: Nick Bakay & Warren Bull                                           | 4 de fevereiro de 2016  |
| A fim de evitar seu ex-namorado, Steve, Bonnie arrasta Christy para uma nova reunião do AA, apenas para dar de cara com sua ex-namorada, Jeanine (Rosie O'Donnell), que ela não vê há 30 anos. |      |                                               |               | |                         |
| 55 | 11   | "Cinderella and a Drunk MacGyver"             | James Widdoes | História: Chuck Lorre, Eddie Gorodetsky & Nick Bakay Roteiro: Alissa Neubauer, Warren Bell & Susan McMartin                      | 11 de fevereiro de 2016 |
| Christy tenta ajudar Julian (Joe Manganiello), um atraente membro do AA recém-sóbrio, mas sua atração por ele complica as coisas. Enquanto isso, Bonnie consegue a chance de ir a uma festa gala de caridade com Jill. |      |                                               |               | |                         |
| 56 | 12   | "Diabetic Lesbians and a Blushing Bride"      | James Widdoes | História: Chuck Lorre, Marco Pennette, Adam Chase & Anne Flett-Giordano Roteiro: Eddie Gorodetsky, Gemma Baker & Alissa Neubauer | 18 de fevereiro de 2016 |
| Jodi diz a Bonnie e Christy que ela está namorando um dependente químico que está apenas seis semanas sóbrio, o que preocupa as mulheres. Marjorie anuncia que ela vai se casar, e que o casamento será em uma semana porque eles querem que seja feito antes de saírem de férias juntos. As meninas realizam uma festa de despedida de solteira para Marjorie, onde elas tentam fazer a cunhada, Anya (Rhea Perlman), gostar dela. Jodi não aparece para a cerimônia de casamento, e Christy depois recebe uma ligação da polícia dizendo a ela que Jodi morreu por uma overdose de drogas. |      |                                               |               | |                         |
| 57 | 13   | "Sticky Hands and a Walk on the Wild Side"    | James Widdoes | História: Chuck Lorre, Eddie Gorodetsky & Susan McMartin Roteiro: Nick Bakay, Warren Bell & Anne Flett-Giordano                  | 25 de fevereiro de 2016 |
| À medida que as meninas tentam processar a morte de Jodi, Marjorie está furiosa com o fato de Christy não ter falado sobre isso até ela retornar de sua lua de mel. Enquanto isso, Bonnie convence Christy, Wendy e Jill, que elas podem fazer um grande lucro transportando um barril de xarope de bordo puro do Canadá. |      |                                               |               | |                         |
| 58 | 14   | "Death, Death, Death and a Bucket of Chicken" | James Widdoes | História: Chuck Lorre, Warren Bell & Anne Flett-Giordano Roteiro: Gemma Baker & Alissa Neubauer                                  | 3 de março de 2016      |
| Christy tenta ser solidária quando um susto de saúde deixa Bonnie nervosa. |      |                                               |               | |                         |
| 59 | 15   | "Nazi Zombies and a Two-Hundred Pound Baby"   | James Widdoes | História: Chuck Lorre & Susan McMartin Roteiro: Adam Chase & Anne Flett-Giordano                                                 | 10 de março de 2016     |
| Bonnie tenta fazer Christy admitir que ela ainda tem sentimentos por seu ex-marido, Baxter. |      |                                               |               | |                         |
| 60 | 16   | "Cornflakes and the Hair of Three Men"        | James Widdoes | História: Chuck Lorre & Britté Anchor Roteiro: Marco Pennette & Susan McMartin                                                   | 7 de abril de 2016      |
| Quando o restaurante fecha para reformas, Christy assume um trabalho como assistente pessoal de Jill. Além disso, Bonnie disca um número errado e cai para um cara do outro lado da linha. |      |                                               |               | |                         |
| 61 | 17   | "Caperberries and a Glass Eye"                | Anthony Rich  | História: Chuck Lorre & Eddie Gorodetsky Roteiro: Sheldon Bull & Warren Bell                                                     | 14 de abril de 2016     |
| Christy incentiva Bonnie a sair com o cara que ela conheceu pelo telefone, Adam (William Fichtner). |      |                                               |               | |                         |
| 62 | 18   | "Beast Mode and Old People Kissing"           | James Widdoes | História: Chuck Lorre & Nick Bakay Roteiro: Gemma Baker, Adam Chase & Warren Bell                                                | 21 de abril de 2016     |
| Quando o namorado de Jodi, Travis (Jesse Luken), que estava com ela quando teve overdose, aparece em uma das reuniões do A.A. Christy se esforça para mostrar a ele a compaixão que ele precisa. Além disso, o novo namorado de Bonnie, Adam, se sente deixado de lado porque ela passa muito tempo no AA. |      |                                               |               | |                         |
| 63 | 19   | "A Catheter and a Dipsy-Doodle"               | James Widdoes | História: Chuck Lorre, Alissa Neubauer & Sheldon Bull Roteiro: Nick Bakay, Marco Pennette, Anne Flett-Giordano & Susan McMartin  | 28 de abril de 2016     |
| Apesar de estar extremamente doente, Christy insiste em fazer seus exames finais. Além disso, Bonnie fica furiosa quando ela suspeita que seu namorado está a traindo. |      |                                               |               | |                         |
| 64 | 20   | "Pure Evil and a Free Piece of Cheesecake"    | James Widdoes | História: Chuck Lorre, Gemma Baker & Warren Bell Roteiro: Britté Anchor                                                          | 5 de maio de 2016       |
| Quando Christy descobre que ela deve fazer a Lista de Reitor na escola, ela fica desapontada com a resposta sem brilho de Bonnie. |      |                                               |               | |                         |
| 65 | 21   | "Mahjong Sally and the Ecstasy"               | James Widdoes | História: Chuck Lorre, Eddie Gorodetsky & Warren Bell Roteiro: Alissa Neubauer & Susan McMartin                                  | 12 de maio de 2016      |
| Christy e Bonnie não sabem em quem acreditar quando ouvem histórias conflitantes sobre a separação de Violet e Gregory. |      |                                               |               | |                         |
| 66 | 22   | "Atticus Finch and the Downtrodden"           | James Widdoes | História: Chuck Lorre, Nick Bakay & Sheldon Bull Roteiro: Gemma Baker, Adam Chase & Anne Flett-Giordano                          | 19 de maio de 2016      |
| O sonho de Christy de transformar-se em uma advogada está na corda bamba quando é batida com a realidade de quanto sua instrução custará. Além disso, Bonnie se torna a disciplinar, agora que Violet voltou para casa. |      |                                               |               | |                         |

## 4ª Temporada 2016 - 2017
- Elenco Principal:
- Anna Faris, Allison Janney e Mimi Kennedy estão presentes em todos os episódios
- Jaime Pressly e Beth Hall estão ausentes por um episódio (05)
- William Fichtner está ausente por oito episódios (04, 05, 07, 10, 11, 17, 18 e 20)
- Elenco Recorrente:
- Sadie Calvano aparece em dois episódios (04 e 05)
- Matt L. Jones aparece em dois episódios (04 e 06)
- Blake Garrett Rosenthal aparece em dois episódios (04 e 06)
- Sara Rue aparece em um episódio (04)
- Convidados(as) Especiais:
- Rosie O'Donnell aparece em um episódio (02)
- Spencer Daniels aparece em um episódio (05)
- Bradley Whitford e Nicole Sullivan aparecem em um episódio (09)
- Chris Pratt aparece em um episódio (11)
- Wendie Malick aparece em dois episódios (15 e 16)
- Missi Pyle aparece em um episódio (21)

| Nº # | Nº # | Título                       | Direção       | Escrito Por                                                                               | Exibição Original     |
| ---- | ---- | ---------------------------- | ------------- | ----------------------------------------------------------------------------------------- | --------------------- |
| 67   | 1    | "High-tops and Brown Jacket" | James Widdoes | História: Chuck Lorre & Gemma Baker Roteiro: Marco Pennette & Adam Chase & Susan McMartin | 27 de outubro de 2016 |

## 5ª Temporada 2017 - 2018
- Elenco Principal:
- Anna Faris e Allison Janney estão presentes em todos os episódios
- Mimi Kennedy e Beth Hall estão ausentes por um episódio (11)
- Jaime Pressly está ausente por cinco episódios (08, 09, 10, 11 e 12)
- William Fichtner está ausente por cinco episódios (03, 04, 08, 14 e  17)
- Elenco Recorrente:
- Steven Weber aparece em cinco episódios (06, 07, 11, 12 e 15)
- Missi Pyle aparece em quatro episódios (01, 02, 03 e 04)
- Yvette Nicole Brown aparece em três episódios (18, 20 e 22)
- Convidados(as) Especiais:
- Michael Angarano aparece em dois episódios (03 e 10)
- Matt L. Jones aparece em um episódio (12)
- Kristin Chenoweth aparece em um episódio (14)
- Kristen Johnston aparece em um episódio (17)
- Patti LuPone aparece em um episódio (19)
- French Stewart aparece em um episódio (22)

| Nº # | Nº # | Título                             | Direção       | Escrito Por                                                                                   | Exibição Original     |
| ---- | ---- | ---------------------------------- | ------------- | --------------------------------------------------------------------------------------------- | --------------------- |
| 89   | 1    | "Twinkle Lights and Grandma Shoes" | James Widdoes | História: Nick Bakay & Gemma Baker Roteiro: Adam Chase & Marco Pennette & Anne Flett-Giordano | 2 de novembro de 2017 |

## 6ª Temporada 2018 - 2019
- Elenco Principal:
- Anna Faris, Allison Janney, Mimi Kennedy e Jaime Pressly estão presentes em todos os episódios
- Beth Hall está ausente por um episódio (06)
- William Fichtner está ausente por cinco episódios (02, 07, 10, 14 e 15)
- Elenco Recorrente:
- Kristen Johnston aparece em dezoito episódios (04, 05, 06, 07, 08, 09, 10, 11, 12, 14, 15, 16, 17, 18, 19, 20, 21 e 22)
- Yvette Nicole Brown aparece em quatro episódios (02, 05, 14 e 22)
- Convidados(as) Especiais:
- Constance Zimmer aparece em um episódio (03)
- Sadie Calvano aparece em um episódio (08)
- French Stewart aparece em dois episódios (10 e 21)
- Bradley Whitford e Nicole Sullivan aparecem em um episódio (13)
- Matt L. Jones aparece em um episódio (19)
- Rainn Wilson aparece em dois episódios (17 e 21)
- Lois Smith aparece em um episódio (20)

| Nº # | Nº # | Título                          | Direção       | Escrito Por                                                                                             | Exibição Original      |
| ---- | ---- | ------------------------------- | ------------- | --- | ---------------------- |
| 111  | 1    | "Pre-Washed Lettuce and a Mime" | James Widdoes | História: Nick Bakay & Gemma Baker & Alissa Neubauer Roteiro: Warren Bell & Marco Pennette & Adam Chase | 27 de setembro de 2018 |